# Stazione di Parigi Bercy
La stazione di Parigi Bercy (in francese gare de Paris-Bercy) è una delle principali stazioni ferroviarie di Parigi.
È situata nel XII arrondissement, accanto al palazzetto dello sport omonimo, ed è vicina alla stazione di Parigi Lione. L'entrata principale è al civico 48 bis di boulevard de Bercy.
È specializzata nel servizio auto-treno che prende in carico i veicoli dei passeggeri (automobili, moto, scooter...) e li trasporta fino ad un'altra stazione del tipo auto-treno.
Dopo un importante ammodernamento, la stazione di Bercy diventa a pieno titolo, da luglio 2002, la settima grande stazione ferroviaria parigina.
A seguito di una progressiva e costante riduzione dei collegamenti notturni con l'Italia, sono stati soppressi nel 2011 i quattro collegamenti effettuati con i treni Euronight "Palatino", "Stendhal", "Galilei", e "Roma", che la vedevano stazione capolinea delle relazioni con Milano, Torino, Parma, Bologna, Firenze e Roma.
La stazione dispone di un parcheggio d'interscambio apposito.

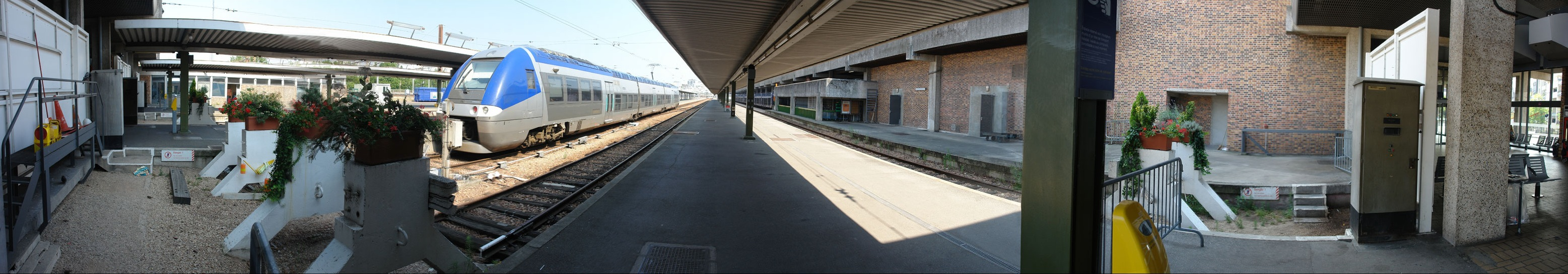
Panorama orizzontale della stazione di Parigi Bercy

## Movimento
Collegamenti nazionali:
- Avallon via Laroche Migennes
- Sens
- Auxerre.

## Interscambi
- Fermata metropolitana (Bercy, linee 6, 14)
- Fermata autobus (Bus RATP)